# Пробна куля

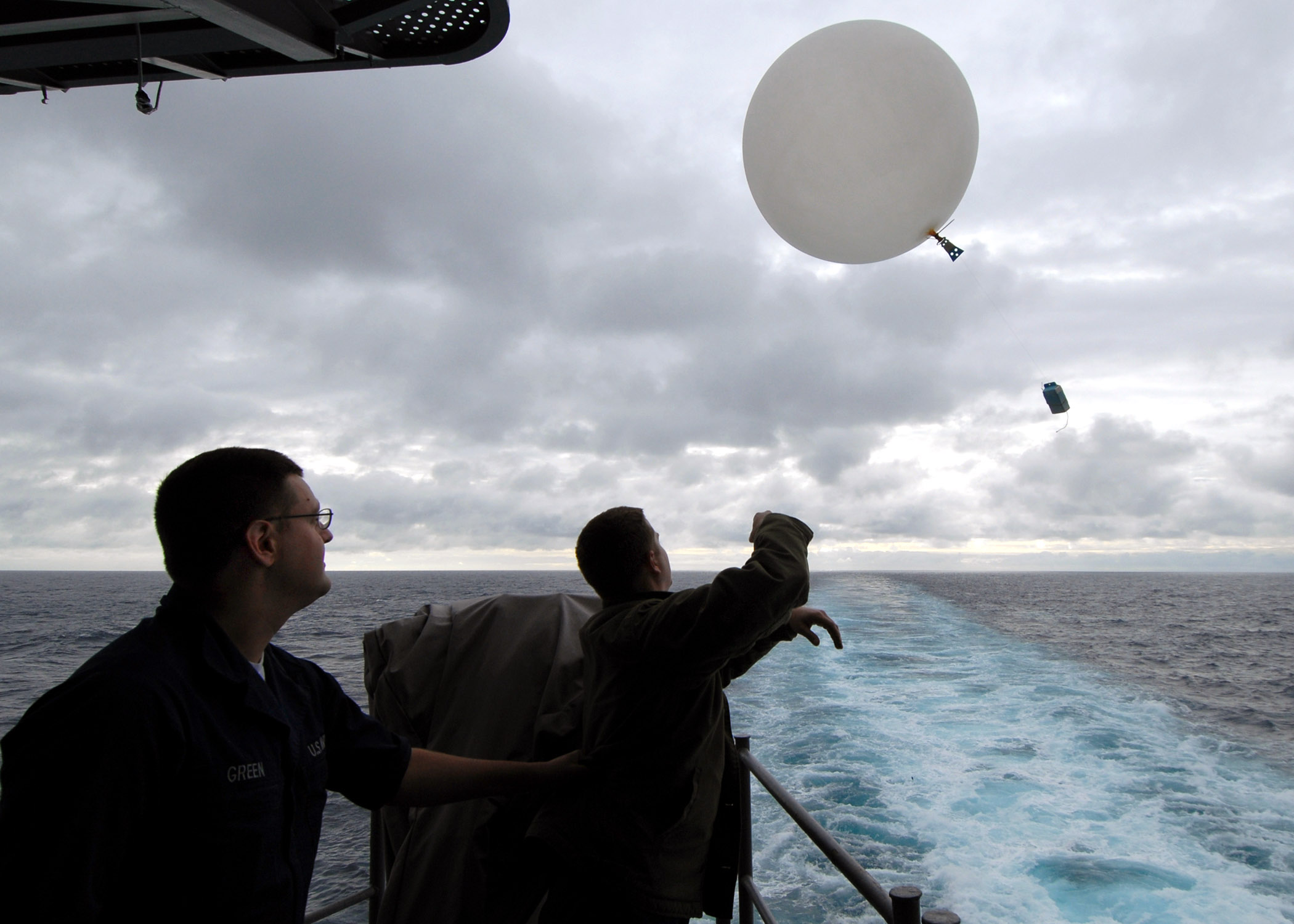
Запуск повітряної кулі для перевірки погоди з авіаносця ВМС США.

Запуск пробної кулі (англ. trial balloon) або повітряного змія (англ. kite-flying) — навмисне розкриття інформації щодо запланових дій для широких мас з метою попередньо перевірити їхню реакцію. Наприклад, політики можуть спричинити витік новин стосовно змін, що плануються до впровадження, щоб оцінити реакцію громадян. Компанії можуть анонсувати нові продукти до початку фактичної роботи над ними і приймати рішення про їх фінансування базуючись на сприйнятті новини клієнтами. Подібні анонси дещо ризиковано публікувати відкрито під іменем компанії, оскільки якщо багато з них не справдяться, компанію можуть почати вважати несерйозною та ігнорувати її пресрелізи в майбутньому.
В більш широкому розумінні, «пробна куля» може означати будь-яку дію, що має на меті попередньо перевірити, випробувати що-небудь.

## Походження терміна
Термін має французьке походження. Пробна повітряна куля перекладається з французької як ballon d'essai. Так називали невелику повітряну кулю, яку запускали перед підйомом справжньої кулі, щоб визначити напрямок і тенденцію вітру.

## Приклади

### Ірландія
У 1960-х роках міністр юстиції Ірландії Браян Леніган за вказівкою тодішнього прем'єр-міністра Шона Лемасса, публічно висловив пропозицію, що країна могла б приєднатися до Співдружності націй. Однак, через загальну несхвальну реакцію, від цієї ідеї відмовились, стверджуючи, що Леніган говорив теоретично і від себе, а не озвучував плани уряду.

### Велика Британія
Один з прикладів в історії Великої Британії датується 1885 роком, коли Герберт Гладстон, син тодішнього лідера Ліберальної партії Вільяма Гладстона, написав листа до газети Таймс, де висловив підтримку автономії Ірландії. Цю сенсанцію охрестили Гаварденським повітряним змієм (англ. Hawarden Kite) на честь Гаварденського замку (англ. Hawarden Castle) — фамільного маєтку Гладстонів. Історики не впевнені, чи був лист заздалегідь узгоджений між батьком та сином, але реакція в суспільстві була досить позитивною і Гладстон-старший публічно оголосив про особисту та партійну прихильність цій політиці. Тим не менше, політичний скандал, який спричинила публікація, призвів до втрати довіри до Гладстона серед однопартійців та подальшого розколу партії, що дозволило консерваторам домінувати в британській політиці протягом наступних двадцяти років.